# ارانینبورگ
شهر ارانینبرگ (به آلمانی: Oranienburg) در ایالت برندنبورگ در کشور آلمان واقع شده‌است.